# 近藤正昭
近藤 正昭（こんどう まさあき、1941年4月16日 - 2020年6月6日）は、日本の弁護士。NHK総合の法律をテーマにしたバラエティ番組『バラエティー生活笑百科』に1985年4月の放送開始から2010年（平成22年）11月まで出演し、視聴者に親しまれた。 

## 経歴
- 1960年（昭和35年） - 岡山県立岡山操山高等学校卒業[2]。
- 1965年（昭和40年）3月 - 京都大学法学部卒業
- 1966年（昭和41年）9月 - 司法試験合格
- 1969年（昭和44年）4月 - 岡山地方裁判所裁判官
- 1971年（昭和46年）4月 - 大阪地方裁判所堺支部裁判官
- 1973年（昭和48年）4月 - 依願退官・大阪弁護士会入会。近畿合同法律事務所に入所[3]。
- 2020年（令和2年）6月 - 死去[4]

## 役職
- ダイキ株式会社社外監査役
- DCMホールディングス株式会社社外監査役
- 津山圏域クリーンセンター技術審査委員会審査委員[5]
- 宇治市個人情報保護審議会委員[6]

## 講演
- 1998年（平成10年）11月 - 四国大学第38回芳藍祭（演題：「法律おもしろ百科」）[7]
- 1999年（平成11年）10月2日 - 大阪経済法科大学フェア KEIHO IN 名古屋（演題：「おもしろ法律百科」）[8]
- 2007年（平成19年）
  - 8月24日 - PETサマーセミナー2007 in 琵琶湖（演題：「おもしろ法律百科」）[9]
  - 10月10日 - 「蒼穹私塾」第7回勉強会（演題「法律おもしろ百科」）[10]